# Српско привредно друштво Привредник
Српско привредно друштво „Привредник“ (скраћено: СПД „Привредник“) је организација Срба у Хрватској која је усмерена ка стварању и повећању привредних могућности руралних подручја на којима претежно живи српско становништво у Републици Хрватској, као и развоју потенцијала и стручних способности појединаца.
Привредник је невладина, непрофитна и нестраначка организација уписана у одговарајуће регистре Републике Хрватске.
СПД Привредник делује по начелу: „Рад! Штедња! Честитост!"
Органзација је годинама плаћала кирију граду Загребу и Хрватској, у зградама и палатама које су „Привреднику” оставили српски задужбинари. Марта 2024. Хрватске је вратила дио имовине друштву, отприлике 1.000 квадрата, трећину ранијег власништва „Привредника”.

## Организација
Програмски и организацијски активности СПД „Привредник“ се деле на:
1. Фондови за доделу стипендија,
2. Привредни центар,
3. Привредник Јуниор,
4. Медија центар.

Привредник има два фонда из којих додељује стипендије: Фонд Владимир Матијевић. и Фонд Ивана Вујновић Фонд „Владимир Матијевић“ стипендира надарене ученике и студенте из породица слабијег имовинског стања. Фонд „Ивана Вујновић“ стипендира изврсне студенте.
Привредни центар пружа подршку сектору малих и средњих пословних субјеката, пре свега информисањем, промотивним и саветодавним услугама, имплементирањем развојних пројеката како би се утицало на обнову и развој слабије развијених подручја на којима претежно живи српско становништво у Хрватској.
Српска привредна омладина „Привредник Јуниор“ је организација Привредникових чланова млађих од 29 година која представља платформу која повезује Привредникове стипендисте и друге младе Србе кроз јединствену организацију и омогућава упознавање с младима из других организација те подстаиче лични и професионални развој и стварање капацитета за младе.
Медија центар обухвата медијску презентацију Привредник, његову мисију и његове програмске активности, али и информисање и повезивање корисника Привредникових активности. Привредник издаје лист Привредник који излази једном месечно, сваког првог петка у месецу. Најзначајнији реализовани пројекти центра су зборник радова Српско привредно друштво „Привредник“ - кроз три вијека и електронски регистар Привредникових питомаца од 1897. до 1946. године.

### Управа
Органи управљања у Привреднику су Скупштина, председник, Управни одбор, Патронат и Надзорни одбор. Органи управљања Привредника се бирају на мандат од две године.
Скупштина је највиши орган управљања Привредником и чини је сви редовни чланови. Скупштином председава трочлано радно председништво. Актуеални председник Друштва је Никола Лунић. Председник представља и заступа Друштво. Поред председника Друштво има и два потпредседника. Управни одбор има 15 чланова. Актуелни председник Управног одбора је Душан Цветановић. У почетку, по обнављању 1993. године, Управни одбор је имао 5 чланова, касније је повећан број на 9 чланова, да би коначних 15 чланова Управног одбора се почело бирати од 2006. године. Надзорни одбор има 5 чланова и од обнављања број чланова се није мењао.
Привредников Патронат је саветодавно и покровитељско тело којег стални чланови, добротвори и фундатори. Нема оганичен број чланова. Тренутно има 58 чланова Патроната међу којима су и Невенка Љубић, Петар Матијевић, Петар барон Рајачић брињски, Милован Кубат, Слободан Узелац, Милорад Пуповац, Светозар Ливада, Ђорђе Поповић, Драган Црногорац, Костадин Милошевић, Неда Украден и др.

## Фонд Владимир Матијевић
Фонд „Владимир Матијевић" је утемељен с циљем помоћи свим оним ученицима, средњошколцима, и студентима који су показали знање, труд и таленат а чије је школовање због слабе материјалне ситуације отежано или онемогућено.
Фонд је установљен на редовној годишњој скупштини Српског привредног друштва Привредник одржаној 23. септембра 2008. године на 111. годишњицу оснивања. Према усвојеном Правилнику о раду Фонда Владимир Матијевић оснива се у циљу „пружања помоћи у школовању, образовању и стручном усавршавању ученика, студената и постдипломаната." Фонд има задатак, како стоји у члану 9. Статута СПД „Привредник“, да подстиче и помаже школовање и усавршавање сиромашне деце ради стицања теоретског и практичног образовања и оспособљавања за рад у привреди, култури, просвети, спорту и другим делатностима друштвеног живота. Као приоритете код додјеле помоћи у школовању Фонд ће посебно водити рачуна о школовању надарене и талентоване деце и омладине слабијег имовинског стања.
Фонд је назван по Владимиру Матијевићу, оснивачу и главној покретачкој снази СПД „Привредник“. Владимир Матијевић је зачетник идеје и градитељ визије која је резултовала школовањем скоро 40.000 српске деце и омладине у првој половини 20. века. Њему на спомен иу част, те очувањем визије назван је програм стипендирање ученика и студената данашњег „Привредника“.
Прва генерација „Привредникових“ стипендиста путем Фонда је из 2009. године са почетном школском/академском годином 2009/10. Од њих укупно 35 - студената је 19, а ученика 16. Долазе их из свих крајева Хрватске. Они студирају у Загребу, Сплиту, Осијеку, Ријеци и Новом Саду. У средњу школу иду у Осијек, Загреб, Обровац, Вуковар, Карловац и Глини. Међу њима је и један од Матијевића из Горњег Будачког, из истог села у коме је рођен Владимир Матијевић 1854. године.

### Број стипендиста
| Генерација | Година  | Укупно | Студенти | Ученици |
| ---------- | ------- | ------ | -------- | ------- |
| Прва       | 2009/10 | 35     | 19       | 16      |
| Друга      | 2010/11 | 47     | 26       | 21      |
| Трећа      | 2011/12 | 49     | 24       | 25      |
| -          | 2012/13 | 0      | 0        | 0       |
| Четврта    | 2013/14 | 22     | 11       | 11      |

## Фонд Ивана Вујновић
Фонд „Ивана Вујновић" је један од фондова утемељен с циљем помоћи свим оним студентима који су показали изврсно знање, труд и таленат. Фонд нови име Иване Вујновић, надареној ученици која је рано преминула од болести.
Фонд је утемељен 13. априла 2010. године на седници Управног одбора СПД Привредник на иницијативу Невенке Љубић, мајке Иване Вујновић и председнице Привредниковог Патроната. Два месеца касније, 29. јуна, Скупштина СПД Привредник једногласно је усвојила Правилник о раду Фонда Ивана Вујновић.
Студенти који се пријаве на конкурс за стипендију из овог Фонда а претходно остваре одличне резултате у школовању и још докажу да познају стране језике као и ако се активирају у Привреднику добит ће стипендију.
Привредникови стипендисти из овог Фонда и чланови Привредник Јуниора сваке године на годишњицу Иванине смрти, 15. јула, полажу цвеће на њен гроб на загребачком гробљу Мирогој.
Прва генерација Привредникових стипендиста путем овог Фонда промовисана је 4. децембра 2010. године када су додељене две стипендије за академску годину 2010/11.

### Број стипендиста
| Генерација | Година  | Укупно |
| ---------- | ------- | ------ |
| Прва       | 2010/11 | 2      |
| Друга      | 2011/12 | 2      |
| Трећа      | 2012/13 | 2      |
| Четврта    | 2013/14 | 2      |

## Деловање
Српско привредно друштво „Привредник“ је основано на иницијативу Владимира Матијевића 23. септембра 1897. године у Загребу као економско и просветно-хуманитарно друштво са циљем да помогне развој српске привреде кроз помагање сиромашној деци да нађу места за шегртовање код добрих мајстора и трговаца. СПД Привредник је системски решавао привредне, хуманитарно-социјалне и образовно-професионалне проблеме најсиромашнијег дела српског становништва из свих подручја Аустроугарске.
Привредник је у првих 50 година ишколовао и изучио скоро 40.000 деце и омладине који су чинили кичму привреде између два светска рата. Привредникови питомци су сматрани елитним предузетницима јер су се држали чувених начела Привредника "Рад, штедња, честитост".
Познати добротвори Привредника били су и: краљ Александар I Карађорђевић, Михаило Пупин, Исидор Добровић, Лазар Дунђерски, Никола Танурџић, Јован Ђурић Биорац, Лазар Лађевић, Никола Ћук и други имућни Срби.
Дана 21. октобра 1946. Министарство рада Народне Републике Србије донело је решење о укидању Привредника.

### Обнова рада
Обнова рада Привредника у Загребу почела је друштвеним променама почетком 1990-их. Због мањка храбрости и недостатка снаге било је потребно две године да порђу од покретања иницијативе док Привредник није обновио рад 18. децембра 1993. године, што је Министарство управе Републике Хрватске касније и потврдило. „Привредник“ је регистрован са седиштем у Привредниковом дому.
На обновитељској Скупштини били су присутни само храбри, одважни и одлучни: Раде Пелеш, Стеван Пјевац, Бранко Јаић, Вељко Огњеновић, Ранко Росић, Мирослав Михајловић, Милан Радмановић, Недјељко Вукадиновић, Душан Кукић, Гроздана Девић, Ђуро Зороја, Костадин Милошевић, Милан Релић, Ненад Митрашиновић, Милутин Мраовић и Босиљка Павковић. Према сведочењима председника се бирало по храбрости. Избор је пао на Раду Пелеша који је потписао оснивачке акте јер се други нису усудили. За првог председника обновљеног Привредника тако је изабран Раде Пелеш а за потпредседнике: Стеван Пјевац и Вељко Огњеновић.
Обнављање Привредника у Загребу било је у најмању руку драматично. Најпре почетком 1990. године обновљен је рад Српског културног друштва „Просвјета“ у Загребу. Према сведочењима обновитеља Привредника у склопу „Просвјете“ основана је Привредна секција 8. маја 1990. године. Чланови секције сваког уторка одржавали су састанке у просторијама у Прерадовићевој 18. Посећеност тих састанака била је изузетно добра. На тим састанцима причало се о историји, о доприносима Срба граду Загребу и својој домовини Хрватској. То је неке од њих подстакло да истражују што су Срби у Хрватској створили и имали пре настанка прве и друге Југославије. Врло брзо родила се идеја да се оснује Штедно-кредитна задруга Привредник и предузеће Привредник Инвест што се и остварује почетком 1991. године када им се издаје решење о регистрацији. После овога размишља се о обнављању рада Друштва Привредника.

### Деценија и по преживљавања (1994—2007)
Средином 1990-их долази до несугласица са руководством Српског културног друштва Просвјета око седишта и просторија које је у то време Привредник користио.
Врло брзо број чланова Привредника попео се на 45. У том времену посебна пажња је поклањана прикупљању релевантне документације о Српској привредном друштву Привредник. Тада су се многи чланови упознали са значајем и улогом Привредника за српски народ. По први пут се открила велика имовина која је некада била у Привредниковом власништву. Најзначајнији посао прикупљања информација и документације о одузетој Привредниковој имовини обавио је Ђуро Зораја.
Одмах по доношењу Закона о накнади за имовину одузету за време југословенске комунистичке владавине крајем 1996. године у Хрватском сабору чланови и активисти Привредника прикупљају податке о одузетој имовини и правовремено подносе захтев за њен поврат. Привредник правовремено подноси захтев за поврат имовине на подручју Републике Хрватске. Уследили су процеси којима нема краја. Тражи се доказ да је Привредник на територији Хрватске од дана одузимања имовине до дана доношења Закона одржао непрекидно правно сљедништво, обављао делатност и имао седиште.
На поднесени захтев Привреднику се оспорава постојање законских претпоставки за поврат имовине иако прена поменутом Закону постоји изузетак када Влада Републике Хрватске може донијети одлуку којом се правним особама, односно њиховим правним сљедницима, који на територији Хрватске нису могли одржати непрекидно правно сљедништво, обављати делатност и имати седиште јер су из политичких разлога забрањене и распуштене. У складу с овим могућностима Влада Републике Хрватске премијера Ивице Рачана још је 2003. године дониела одлуку да се Хрватском културном друштву „Напредак“ из Сарајева, БиХ врати некретнина у Загребу. С друге стране, иста Влада је 2002. године према препоруци тадашње министарке правде Ингрид Античевић Мариновић донела одлуку да се Привреднику не признаје право на накнаду за одузету имовину.

### Период од 2007. до 2011. године
Приредник је достојанствео обележио своју 110. годишњицу од оснивања изложбом докумената „Српско привредно друштво Привредник, 1897—2007“ која је отворена 18. септембра 2007. године у Привредниковом дому уз присуство бројних угледних гостију из јавног и културног живота града Загреба. Изложбу је отворио Митрополит загребачко-љубљански Јован, а о Привреднику је говорио његов питомац Митрополит дабробосански Николај. Изложба садржава 198 експоната и обухвата временски период од 1897. до 2007. године и има карактер сталне поставе у Привредниковм дому у Загребу.
На изборној скупштини Привредника 21. септембра 2007. године кључним за повратак Привредника изворним активностима, што каснији догађају то потврђују, показао се избор Николе Лунића, дотадашњег председника Управног одбора, за председника Друштва Привредник.
Привредник је крајем 2007. године одлучило обновити лист "Привредник" који је престао излазути 1941. године. Први број је изашао 28. децембра 2007. у оквиру самосталног српског недељника Новости. После тога је наставио излазити као подлистак „Новости“ на осам страница.
На Главној скупштини Привредникових чланова одржаној 23. септембра 2008. године доноси се одлука о формирању Фонда Владимир Матијевић преко којег ће се стипендирати надарени ученици и студенти слабијег имовинског стања. Фонд је назван по Владимиру Матијевићу, оснивачу и главној покретачкој снази Привредника.
Привредник заједно са Српским народним вијећем, Хрватским пољопривредним задружним савезом под покровитељством Министарства пољопривреде Владе Републике Хрватске 17. децембра 2008. године организова конференцију "Задругарство и задружни производ с подручја посебне државне скрби" на којој судјелује преко 50 задругара, преко 30 представника локалне самоуправе као и Саборски заступници, представници Владе Републике Хрватске и Амбасада Србије и БиХ у Загребу.
Први конкурс за стипендирање ученика и стипендиста путем Фонда Владимир Матијевић био је отворен у лето 2009. године путем којег је подељено укупно 35 стипендија. Студенти су добили 19 а ученици 16 стипендија на свечаности одржаној у Привредниковом дому 26. новембра 2009. године. Стипендисти су их из свих крајева Хрватске, а највише их је с подручја која су била погођена ратом у Хрватској и других слабије развијених подручја. Они студирају у Загребу, Сплиту, Осијеку, Ријеци и Новом Саду. У средњу школу иду у Осијек, Загреб, Обровац, Вуковар, Карловац и Глину. Међу њима је и један од Матијевића из Горњег Будачког, из истог села у коме је рођен Владимир Матијевић 1854. године.
У лето 2009. године је Привредник је одлучио формирати омладинску организацију у свом саставу тако је 2. јула донесена одлука о формирњу омладинског пододбора Привредник Јуниор који је основан на темељима Српске привредне омладине која је деловала у Загребу до успостављања Независне Државе Хрватске. Такође, у том периоду, објављен је и зборник радова "Српско привредно друшево Привредник кроз три вијека" у којем су своје радове објавили аутори из Загреба, Београда и Новог Сада.
У Новом Саду је 27. априла 2010. године потписан протокол о сарадњи с Хуманитарним фондом Привредник из Новог Сада. Овом протоколом две организације су се сугласиле да новосадски Привредник преузима сва права и обавезе Српског привредног друштва Привредник основаног 1897. године у Загребу на територијама Републике Србије и Републике Српске док загребачки Привредник преузима сва иста права и обавезе на територији Републике Хрватске.
У августу 2010. године реализован је пројекат финансиран од Министарства за дијаспору Владе Републике Србије кроз који су Привредникови стипендисти у седам дана обишли и упознали Нови Сад, Сремске Карловце и Београд. Стипендисти су упознавали с радом и деловањем Хуманитарног фонда „Привредник“ из Новог Сада као и Матице српске, разгледали су Петроварадинску тврђаву. Посетили су манастир Ковиљ, као и Сремске Карловце, мало место великог културно-историјског значаја. У Београду су посети Народну скупштину Републике Србије, Министарство за дијаспору, Храм Светог Саве, Краљевске дворове на Дедињу те су обишли Калемегдан и ужи центар града.
На иницијативу Невенке Љубић, Привредник је утемељило фонд за доделу стипендије у част и вечно сећање на њену ћерку јединицу, Ивану Вујновић. Фонд Ивана Вујновић је утемељен на Главној скупштини Привредника 29. јуна 2010. године. Прва генерација Привредникових стипендиста путем овог Фонда промовисана је 4. децембра 2010. године заједно са другом генераијом Привредникових стипендиста преко Фонда Владимир Матијевић. У другој години преко Матијевићевог фонда додељено је 47 стипендија.
Крајем 2010. године под покровитељством потпредседника Владе Републике Хрватске Слободана Узелца Привредник је у Загребу организовао запажену донаторску вечеру под називом "За младост, за нашу будућност" а чији је укупни приход намењен школовању надарених ученика и студената слабијих материјалних могућности. На вечери је присуствовало преко 500 гостију а у програму су учествовали Раде Шербеџија, представници Хрватске на Песми Евровизије 2008. године Краљеви улице и други глумци и певачи из Загреба. Својим присуством на донаторској вечери подршку овој акцији дали су Председник Републике Хрватске Иво Јосиповић, министар науке и образовања Радован Фукс као изасланик председнице Владе Републике Хрватске, потпредседник Републике Српске Емил Влајки, представници из Кабинета Председника Републике Србије, Министарства дијаспоре Републике Србије и Амбасаде Републике Србије у Загребу, затим ректор Универзитета у Загребу Алекса Бјелиш као и многи други јавни и културни радници из Хрватске, БиХ, Србије и Словеније. У склопу ове вечере 17. децембра 2010. године одржана је конституциона седница обновљеног Привредниковог Патроната на којој је Др. Невенка Љубић изабрана за председника Патроната.

### После 2011. године
Почетком 2011. године Привредник је заједно с Филозофским факултетом у Загребу објавио "Компјутерску базу података о Привредниковим подузетницима, повјереницима и питомцима" која представља регистар преко 47.000 Привредникових питомаца са њиховим повереницима и послодавцима од 1897. до 1946. године. Базу података је приредио ауторски тим на челу с историчаром Драгом Роксандићем.
Митрополија загребачко-љубљанска, Српско културно друштво Просвјета и Привредник потписали су 29. марта 2011. године трилатерални споразум у којем Митрополија и Просвјета признају обновљеном Привреднику 1993. године сљедништо Привредника укинутог 1946. године.
У оквиру „Интернационалне конференције младих лидера из дијаспоре“, 16. јула 2011. године су у Београду свечано додељене награде "30 испод 30" најуспешнијим српским предузетницима млађим од 30 година. Један од добитника награде је и Марко Игњатић, секретар Привредника.
У загребачком хотелу Шератон 26. новембра 2011. одржана је друга Привредникова донаторска вечера под називом "За младост, за нашу будућност". Покровитељ је поново био потпредседник Владе Републике Хрватске Слободан Узелац.
Више од 400 гостију из свих крајева Хрватске као и из Словеније, Србије, БиХ и Аустрије окупили су се само с једним циљем - да помогну у школовању надареним ученицима и студентима слабијих материјалних могућности. Донаторској вечери присуствовали су између осталих и председник Хрватске Иво Јосиповић, загребачки градоначелник Милан Бандић, председник Српског народног вијећа Милорад Пуповац, амбасадор Србије у Загребу Станимир Вукићевић, потпредседник Привредне коморе Србије Саша Влаисављевић, председник хрватског Савета за националне мањине Александар Толнауер, представници Српске православне црквене општине у Загребу, делегација загребачке занатске коморе, представници како мањинске тако и локалне и регионалне самоуправе, протојереј Слободан Лалић - директор Српске гимназије у Загребу, председник управе Тесла банке Звонко Агичић, као и многи универзитетски професори, угледи лекари и предузетници. У програму је учествовала Неда Украден.
Дан после Светог Саве, 28. јануара 2012. године додељене су Привредникове стипендије из Фонда Владимир Матијевић (трећа генерација) и Фонда Ивана Вујновић (друга генерација). На додели 51 стипендије ученицима и студентима у Привредниковом дому били су и амбасадор Републике Србије у Загребу Станимир Вукићевић, помоћница министарке социјалне политике и младих Владе РХ Ива Прпић, заменик сисачко-мославачке жупанице и један од Привредникових донатора Милан Облаковић, директор Музичке школе "Ватрослав Лисински" из Загреба Владимир Обрадовић, као и многи Срби града Загреба који су својим присуством дали подршку овој значајној хуманитарној активности. Програм доделе стипендија водила је глумица Милица Гутовић, а свечани дио употпунили су ученици Музичке школе „Ватрослав Лисински“ и фолклорна секција загребачког Пододбора СКД „Просвјета“.
Поводом 115. годишњице оснивања Привредника одржан је Први конгрес Привредникових стипендиста и српске омладине под насловом „Положај и перспективе младих у Републици Хрватској“ у Српској гимназији у Загребу 22. септембра 2012. године. На конгресу је учествовало близу 200 младих Срба између 16 и 30 година из свих крајева Хрватске. Поздравним говором учесницима су се обратили председник Привредника Никола Лунић, митрополит загребачко-љубљански Господин Јован и хрватски председник Иво Јосиповић. На Конгресу је одржано шест предавања. Као директор Српске гимназије, Конгресу се с излагањем на тему „Идентитет и млади“ обратио протојереј-ставрофор Слободан Лалић. О расту и развоју Привредника, о злој судбини четрдесетих година 20. века када је Привреднику одузета имовина, о њеном враћању као претпоставци развоја српских институција и укључивања младих у њихов рад говорио је Слободан Узелац, бивши потпредседник хрватске Владе и један од актера у процесу повраћаја имовине. О младима у избеглиштву и перспективама повратка у Хрватску говорио је Миодраг Линта, народни посланик у Скупштини Републике Србије и председник Коалиције удружења избеглица из Хрватске. О перспективама младих у Европској унији говорио је професор Др Дејан Јовић с Факултета политичких наука у Загребу. Јако добро познати проблеми запошљавања и спровођења Уставног закона о правима националних мањина илустровала је у свом предавању Др Сњежана Васиљевић с Правног факултета у Загребу. О значају образовања у друштвеном животу и животу појединца говорио је професор са Задарског универзитета и председник Управног одбора Привредника Игор Радека. На крају Првог конгреса учесници су усвојили закључке. У хрватским медијима Конгрес је остао упамћен по томе што се председник Јосиповић, митрополит Јован, амбасадор Србије, председник Привредника и сарадници заглавили у лифту.
Трећа Привредникова донаторска вечера одржана је 14. децембра 2012. године у Српској гимназији у Загребу под високим покровитељством председника Републике Хрватске Иве Јосиповића. Донаторској вечери поред хрватског председника присуствовали су међу другима угледницима и званицама и митрополит загребачко-љубљански Господин Јован са свештеницима Српске православне црквене општине загребачке, помоћница министра науке, образовања и спорта Анкица Њежић као изасланица министра Жељка Јовановића, градоначелник Града Загреба Милан Бандић, амбасадор Републике Србије у Загребу Станимир Вукићевић, жупан Приморско-горанске жупаније Видоје Вујић, потпедседник Привредне коморе Србије Саша Влаисављевић, као и многи други гости из јавног и културног живота Загреба, многи предузетници и пословни људи. Вечери је присуствовало преко 120 гостију који су куповином карте донирали у Фонд «Владимир Матијевић» 250 куна за стипендирање надарених ученика и студената слабијих материјалних могућности.
Крајем 2012. године долази до сукоба између Привредника и Милорада Пуповца, председника Српског народног вијећа, по питању повратка Привредникове имовине у Загребу, тачније две зграде чија се вредност порцењује на 20 милиона куна. Агенција за управљање државном имовином у време Владе Јадранке Косор донела је закључак о томе да се две зграде у Загребу врате Привреднику путем даровнице. До реализације закључка, како наводи Слободан Узелац, тадашњи потпредседник Владе, није дошло јер је Пуповац блокирао ту одлуку.

## Председници Привредника после 1993.
| #  | Председник          | Председник                        | Од                  | До                  | Напомена                                                                                   | Потпредседници                                                              | Председник Управног одбора | Мандат |
| -- | ------------------- | --------------------------------- | ------------------- | ------------------- | ------------------------------------------------------------------------------------------ | --------------------------------------------------------------------------- | -------------------------- | ------ |
| 1  | Раде Пелеш          |                                   | 18. децембар 1993.  | 18. децембар 1995.  |                                                                                            | Стеван Пјевац Вељко Огњеновић                                               | Душан Кукић                | 1      |
| 2  | Костадин Милошевић  |                                   | 18. децембар 1995.  | 3. март 1997.       | Први мандат.                                                                               | Стеван Пјевац Ђуро Зораја                                                   | Недељко Вишњић             | 2      |
| 3  | Жељко Црнојевић     |                                   | 3. март 1997.       | 21. септембар 1998. | Поднео оставку.                                                                            | Ђуро Зораја Мирослав Михајловић                                             |                            | 3      |
| 4  | Стеван Пјевац       |                                   | 21. септембар 1998. | 20. децембар 1999.  | Преузео функцију након оставке Жељка Црнојевића.                                           | Ђуро Зораја Мирослав Михајловић                                             |                            | 3      |
| 5  | Милан Васиљевић     |                                   | 20. децембар 1999.  | 28. јануар 2002.    |                                                                                            | Мирослав Михајловић Мирослав Величковић                                     | Милан Васиљевић            | 4      |
| 6  | Костадин Милошевић  |                                   | 28. јануар 2002.    | 17. децембар 2003.  | Други мандат.                                                                              | Босиљка Радмиловић Ђуро Куга                                                | Мирослав Михајловић        | 5      |
| 7  | Марко Поповић       |                                   | 17. децембар 2003.  | 2. новембар 2005.   |                                                                                            | Милан Васиљевић Симо Лончар                                                 | Јован Вејновић             | 6      |
| 8  | Мирослав Михајловић |                                   | 2. новембар 2005.   | 17. децембар 2005.  | Смењен с функције.                                                                         | Милан Васиљевић Никола Врцељ                                                | Никола Лунић               | 7      |
| 9  | Никола Врцељ        |                                   | 17. децембар 2005.  | 21. децембар 2007.  | Обновљен лист Привредник.                                                                  | Милан Васиљевић Драган Савић (до јула 2006) Слађана Чанковић (од јула 2006) | Никола Лунић               | 7      |
| 10 | Никола Лунић        |                                   | 21. децембар 2007.  | Тренутно            | Утемељена два фонда за стипендирање. Најдуже на функцији председника Друштва од обнављања. | Марко Поповић Костадин Милошевић                                            | Миле Миљуш                 | 8      |
| 10 | Никола Лунић        | Марко Поповић Гојко Маричић       | 21. децембар 2007.  | Тренутно            | Утемељена два фонда за стипендирање. Најдуже на функцији председника Друштва од обнављања. | 9                                                                           | Миле Миљуш                 |        |
| 10 | Никола Лунић        | Милан Васиљевић Милица Медведовић | 21. децембар 2007.  | Тренутно            | Утемељена два фонда за стипендирање. Најдуже на функцији председника Друштва од обнављања. | Игор Радека                                                                 | 10                         |        |
| 10 | Никола Лунић        | Миленко Цуњак Оливера Радовић     | 21. децембар 2007.  | Тренутно            | Утемељена два фонда за стипендирање. Најдуже на функцији председника Друштва од обнављања. |                                                                             | 11                         |        |